# Lasiopogon trivittatus
Lasiopogon trivittatus är en tvåvingeart som beskrevs av Axel Leonard Melander 1923. Lasiopogon trivittatus ingår i släktet Lasiopogon och familjen rovflugor. Inga underarter finns listade i Catalogue of Life.